# Jardín Botánico del Instituto Botánico V.L. Komarov
El Jardín Botánico del Instituto Botánico V.L. Komarov (en ruso: Ботанический сад, Санкт-Петербург) es un jardín botánico de unas 18,9 hectáreas de extensión que se encuentra en San Petersburgo.
Es el jardín botánico más antiguo de Rusia, con ricas colecciones de plantas tanto al aire libre como en invernaderos.
Presenta trabajos para la Agenda Internacional para la Conservación en los Jardines Botánicos.
El código de identificación del Botanical Garden of the V.L. Komarov Botanical Institute como miembro del "Botanic Gardens Conservation International" (BGCI), así como las siglas de su herbario es LE.

## Localización
Se ubica en la isla Aptekarsky en San Petersburgo perteneciendo al Instituto Botánico Komarov de la Academia rusa de las Ciencias. Se encuentra flanqueado por Aptekarsky Prospekt (entrada principal), la calle Prof. Popov (segunda entrada), además de los embarcaderos del río Karpovka y del río Neva.
Se eleva solamente de 1.5 a 3 m sobre el nivel del mar y ha sufrido así regularmente de las características catastróficas inundaciones de San Petersburgo.
Botanical Garden of the V.L. Komarov Botanical Institute Russian Academy of Sciences, San Petersburgo, Rusia.
Planos y vistas satelitales.59°58′12″N 30°19′26″E / 59.97, 30.324
Se encuentra abierto al público en general desde el 9 de mayo hasta el 30 de septiembre.

## Historia

### Los inicios
El jardín fue fundado por un Ukás de Pedro I el Grande en 1714 sobre la isla que recibe el nombre de los boticarios, como "jardín boticario" para cultivar  plantas medicinales. Albergaba una colección de hierbas medicinales. Con los años, su terrenos fueron en aumento. Medía de 640 metros por 425 metros  en la época de Catalina II.
Fue entonces cuando se construyó una casa de madera para el profesor de botánica que le servía de residencia de verano al presidente del Colegio de Medicina. La especie Spiraea ulmaria se cultiva cuidadosamente por sus cualidades curativas.
Varios botánicos de renombre como Buxbaum (1693-1730) o Siegesbeck (1686-1755) vienen a trabajar y enriquecer la colección después de excursiones botánicas en el país. El médico de la corte Laurentius Blumentrost (1692-1755), también lo dirige, así como Iván Lepiojin a finales del siglo XVIII y XIX.

### En elsigloXIX
En 1823, el jardín tiene dos secciones (botánicos y medicinales), se encuentra en un estado lamentable cuando el Conde Kochubey, el ministro del Interior, decidió restaurarlo y convertirlo en un jardín Científico. Es Fischer, quien es el encargado de presentar los nuevos planes para el zar Alejandro I.
El "Jardín boticario" pasó a llamarse "Jardín botánico Imperial" y no comprende más que un conjunto amplio de especies vegetales. Fischer, que es quien lo dirige, llamó a su servicio a Franz Faldermann (1799-1838). El objetivo del jardín es principalmente para la conservación y el estudio científico. Más de quince mil plantas vivas se conservan después de la restauración en 1823.

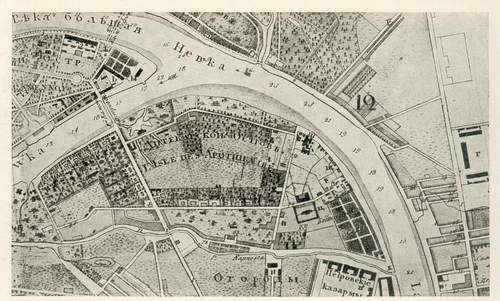
Mapa de la isla de los boticarios en 1843 con el jardín botánico.

El jardín quedó bajo la administración del Ministerio de la Corte Imperial en 1830, lo que le permite aumentar su asignación anual. En 1843 se amplió, teniendo también como objetivo la conservación y el estudio de la fisiología de las especies. La asignación anual pasa a ser una cantidad de 54045 rublos de plata. Fischer (retirado en 1850) fue reemplazado en su cargo en 1851 por Meyer hasta su muerte el 13 de febrero de 1855.
Entonces su función se divide en dos: un Director Ejecutivo es nombrado a cargo de la horticultura y de gestión que ya no depende del director del jardín. Esta nueva función se suprimió en 1866 siendo Eduard von Regel el titular.
En 1863, el jardín Imperial ya no está bajo el Ministerio de la Corte, pero si bajo el Ministerio de Bienes Nacionales y el jardín Imperial se coloca bajo el patrocinio de Gran Duque Nicolás y supervisión de la Academia Imperial de Ciencias. Su asignación será de 60093 rublos de plata en 1863. Está dirigido por Ernst Rudolf von Trautvetter (1809-1889) a partir de 1864 que obtiene la posición oficial del director en 1866, de acuerdo con el nuevo estatuto.
Tres jefes botánicos jugaron un papel importante en esa época: así Rozanov (muerto en 1870), Maximowicz y el curador asistente del museo y laboratorio de Historia Natural, Aleksandr Batalin (1847-1896), nombrado en 1870. También es en este momento que están trabajando en el jardín Franz Josef Ruprecht o Peter von Glehn. Sin embargo, el Jardín Imperial no tiene los medios para financiar expediciones botánicas y hay otras sociedades culturales  o particulares que son los que enriquecen las colecciones.
Así Alexander Becker (que vive en Sarepta) participa en envíos anuales desde las estepas de Volga a Daguestán o en Turkmenistán para traer de vuelta muestras. Del mismo modo, el jardín comenzó a recibir en 1869 las colecciones de los exploradores de América, como Severtsov, que también viajó a Turquestán o Przewalski que proporciona servicios y colecciones después de su expedición a Mongolia en 1871.

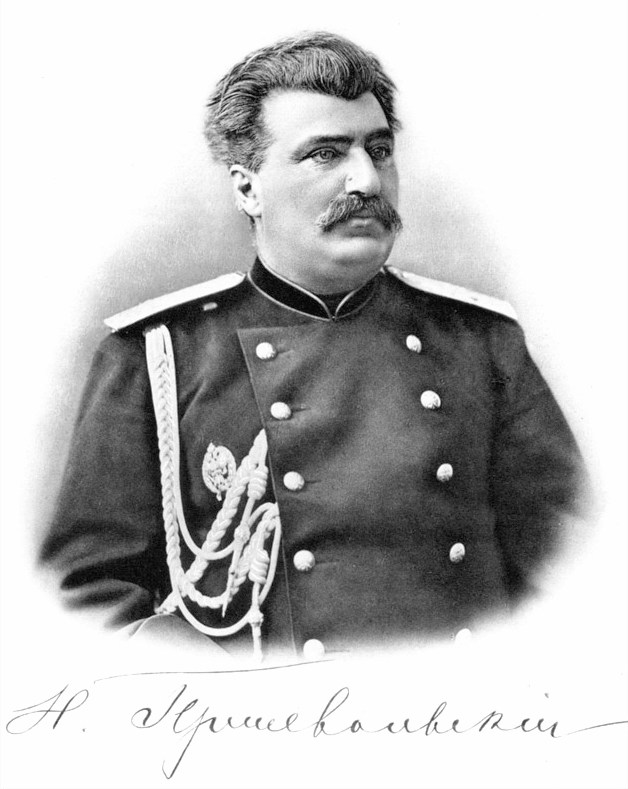
Retrato de Przewalski

El jardín participa en la Exposición Universal de Viena de 1873 y el botánico en jefe Regel fue enviado como un experto. Una vez que el Jardín Imperial participa en numerosas exposiciones y medallas recibidas Schmalhausen (1849-1894) se convirtió en asistente del comisario en 1877, el año de la inauguración de un laboratorio de semillas con la ayuda del profesor alemán Nobbe de Tharandt que está en correspondencia con Bataline. Alfred Russel Wallace también envía las especies tropicales de América. Schmalhausen fue reemplazado en 1879 por Winckler procedente del jardín botánico de Dorpat. El jardín se enriquece en el momento con las especie procedentes de China y Mongolia enviadas por Przewalski.
Después de la muerte de Trautwetter y de la jubilación de Maximowicz, Bataline se convirtió en director del jardín imperial en 1892. Organiza seminarios y clases públicas botánicos. Este es el primer director ruso del jardín. En 1894, se abrió una escuela de horticultura se y el invernadero fue reconstruido para la exposición internacional de la agricultura de ese año.
El jardín participó en la Exposición de toda Rusia Nizhny Novgorod Iatchevski de 1896. Arthur (1863-1932) inauguró en 1901 una estación fitopatológica, una famosa oficina de  micología y fitopatología en 1907. El jardín Imperial fue renombrado como Pedro el Grande en 1913. Su último director antes de la revolución fue Alexander von Waldheim (1896-1917).

### ElsigloXX
En 1930 era una institución subordinada a la Academia de Ciencias de la Unión Soviética y en 1931 fue asociado junto con el museo botánico en el Instituto Botánico Komarov.

## Colecciones
Entre sus plantas hay especies procedentes de todo el mundo, se encuentran representantes de:
- Cycadaceae,
- Palmas,
- Cactus,
- Rhododendron,
- Lilium,
- Tulipa,
- Iris,
- Lianas,
- Hierbas de pradera,

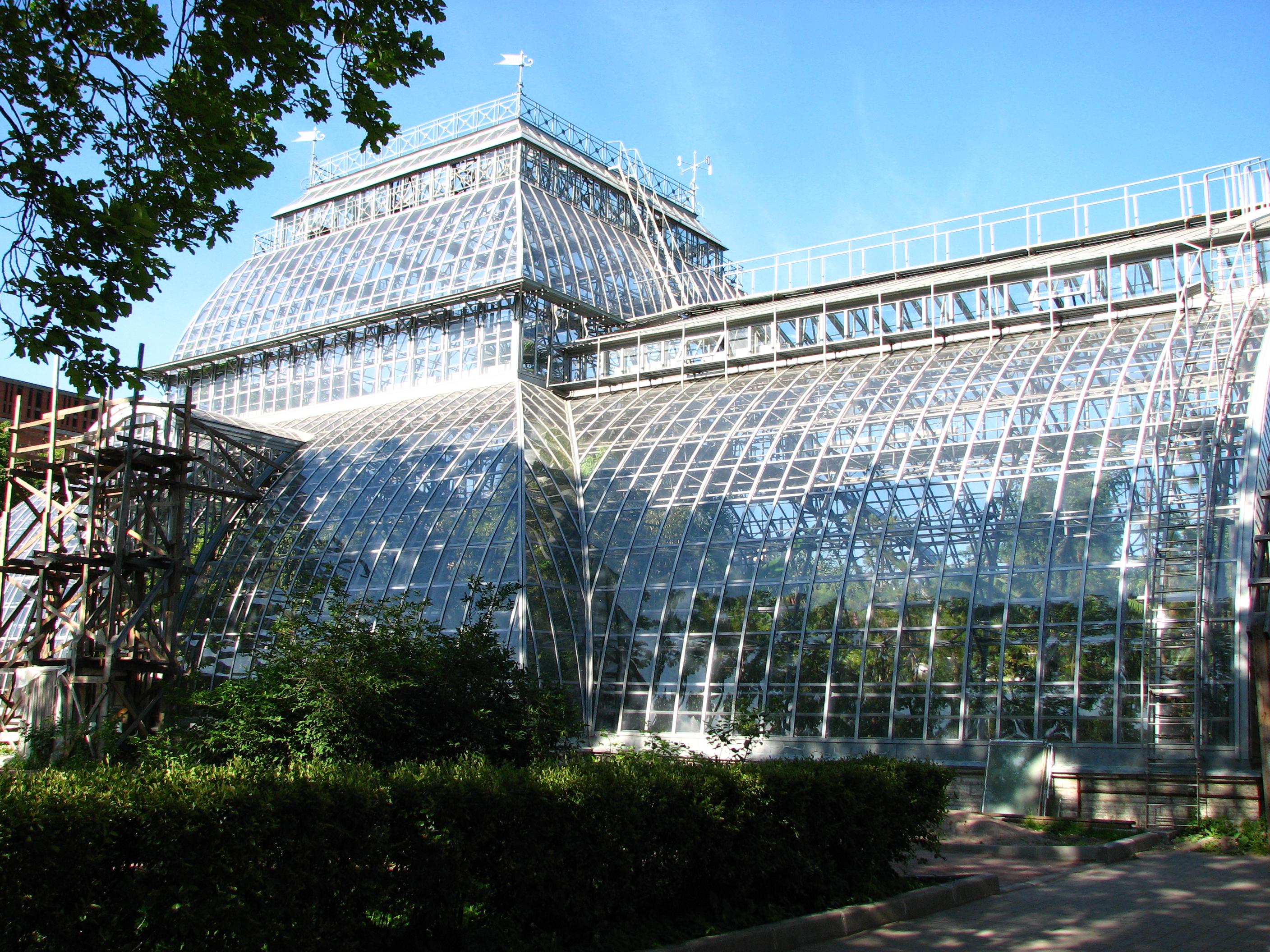
Exterior de la "Casa de la Palmera" del Jardín Botánico del Instituto Botánico V.L. Komarov.

- Dendrarium de 0.16 km², se encuentra diseñado en parte como un parque inglés y en parte como un jardín formal, con árboles resistentes en las regiones boreales.
- Plantas medicinales,
- Syringa,
- Plantas perennes, exhibidas en una pequeña rocalla construida a finales del siglo XIX. Se encuentra enfrente del gran invernadero de la palmera.
- Plantas de uso en alimentación,
- Invernaderos, el jardín tiene 25 invernaderos construidos entre 1823 y 1824 (n.º 1 - 28, los invernaderos n.º 5 y n.º 25 no existen, los invernaderos n.º 10-11 son un invernadero compartido), algunos de ellos están abiertos al público (visitas dirigidas solamente), incluyendo las grandes colecciones azaleas y de Ericaceae (n.º 6), helechos (n.º 15), cactus y otro suculentas (n.º 16), varias plantas tropicales (n.º 18), el gran invernadero de la palma de 23.5 m de altura con una colección importante de orquídeas (n.º 26) y el invernadero con un estanque que ofrece las Victoria amazonica (n.º 28). Plantas de manglar. El cactus de floración nocturna Selenicereus grandiflorus, cultivado es este lugar desde 1857, cuya floración es un acontecimiento celebrado anunciado en medios de comunicación y se abre al público en el decimosexto invernadero entre junio y julio. Las colecciones de interior sufrieron pérdidas significativas durante el cerco de Leningrado entre 1941 y 1944, de unas 6367 especies existentes solamente 861 sobrevivieron.

La cadena de invernaderos cerca la parte meridional y la zona norte, esta última ofrece una gran colección al aire libre de Iridaceae y plantas de bulbo. El edificio del museo botánico hace frente a la parte norte en el lugar que debería ocupar el inexistente invernadero n.º 5.
- Banco de germoplasma
- Herbario, el edificio del herbario construido en 1913, se encuentra enfrente de la entrada principal.

## Actividades
En este centro se despliegan una serie de actividades a lo largo de todo el año:
- Programas de conservación
- Programa de mejora de plantas medicinales
- Programas de conservación « Ex Situ»
- Biotecnología
- Estudios de nutrientes de plantas
- Ecología
- Conservación de Ecosistemas
- Programas educativos
- Etnobotánica
- Exploración
- Horticultura
- Restauración Ecológica
- Sistemática y Taxonomía
- Sostenibilidad
- Farmacología
- Mejora en la agricultura
- Index Seminum
- Exhibiciones de plantas especiales
- Sociedad de amigos del botánico
- Cursos para el público en general

Algunos detalles del "Jardín Botánico del Instituto Botánico V.L. Komarov".

Detalles
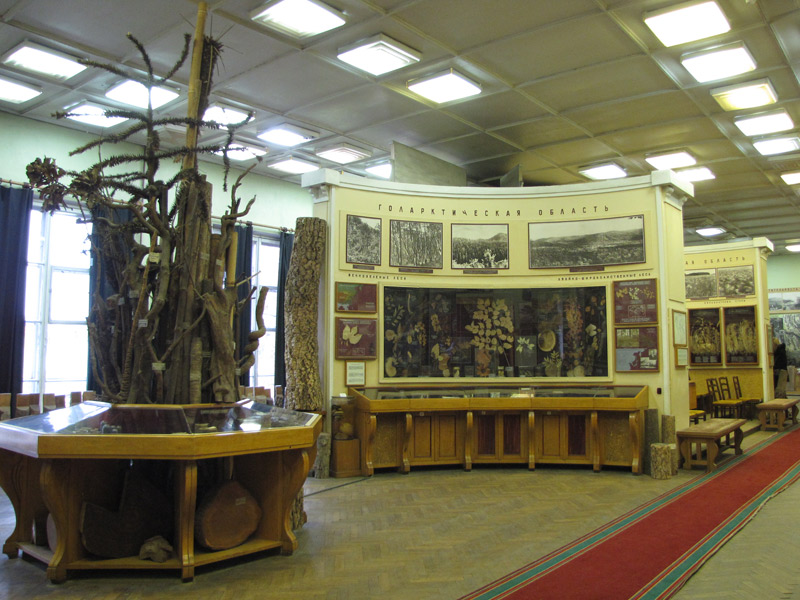
Sala del museo botánico.
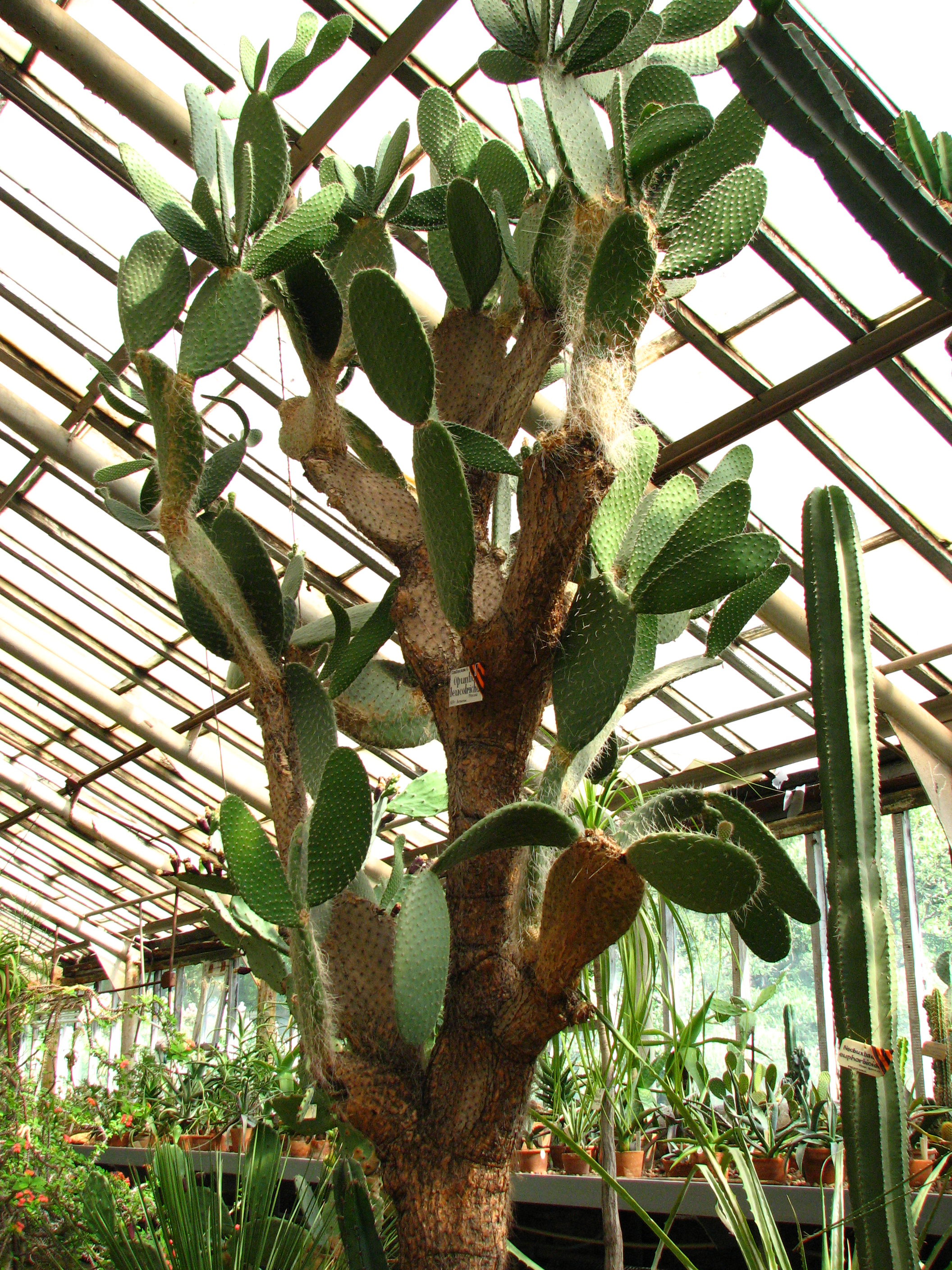
Ejemplar de Opuntia leucotricha.
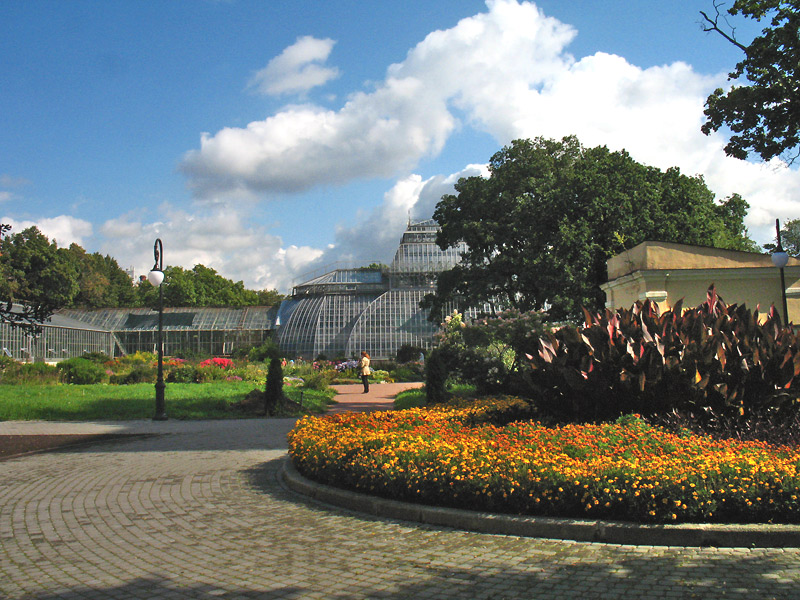
Plantaciones en el exterior.